# Barsjön, Skåne
Barsjön är en sjö i Hässleholms kommun i Skåne och ingår i Helge ås huvudavrinningsområde.